# Шхельда (река)
Шхельда (Шхелди) — река в России, протекает по Эльбрусскому району Кабардино-Балкарии. Протекает по одноимённому ущелью. Длина реки — около 4 км.
Берёт начало из ледника Шхельда. У реки есть правый приток длиной около 2 км, вытекающий с ледника Бжедух, а также несколько притоков-ручьёв, стекающих с окружающих хребтов Юсеньги и Бжедух. Устье — река Адылсу, между альплагерями Шхельда и Эльбрус.
Этимология названия реки, по мнению Дж. Н. Кокова, идёт с балкарского слова карач.-балк. Шхелди (по РКБС — карач.-балк. къызыл шкилди), что означает «брусника». Такое же название имел лес с ягодниками, где отмечали свои празднования горцы до середины XIX века, когда лес исчез вследствие наступления ледника. По мнению Суперанской А. В., название генетически связано с наименованиями «Теберда», «Мырды».

## Топографические карты
- Лист карты K-38-26-1.